# Región de Agnéby
Agnéby fue hasta 2011 una de las 19 regiones que componían Costa de Marfil. La capital era Agboville. Ocupando 9080 km², su población es de (2002 estimado) 720.000 habitantes.

## Departamentos
La región estaba dividida en dos departamentos: Adzopé y Agboville.